# スタンモア駅
スタンモア駅 (スタンモアえき、英語: Stanmore tube station) は、グレーター・ロンドン、ハーロウ区、スタンモアにあるロンドン地下鉄の駅である。当駅はジュビリー線の西側の終点で、キャノンズ・パーク駅の次、トラベルカード・ゾーン5に位置する。 ジュビリー線の西半分がほぼ南北に走るため、当駅はジュビリー線でもっとも北に位置する駅である。
駅はA410幹線道路の一部をなすロンドン･ロードの南側に位置し、信号つき横断歩道がある。この道路と駅の間には駅前バス停として使われる小道がある。
通常の地上駅とは異なり、駅入口に事務所はなく、階段を下りたプラットフォームと同じ高さに事務所がある。かつて待合室として使われていたホールには現在はほとんど利用されていない公衆電話が置かれているのみである。駅舎にはタクシー会社の事務所、新聞売り場、理髪店がある。

## 歴史
当駅は1932年12月10日にメトロポリタン鉄道（現在のメトロポリタン線）初の支線の終点として開業した。駅舎はメトロポリタン鉄道の建築家、チャールズ・ウォルター・クラークが設計した。この支線は1939年にベーカールー線に編入され、その後1979年にはジュビリー線の一部となった。
2005年、ロンドン交通局は3番目のプラットホームの建設工事を開始した。2009年の夏にホームは完成したが、新しい信号機が使用されるようになるまで運用を開始することができなかった。これにより、ホームの運用開始が2011年7月までずれ込むこととなった。

## 運行
日中の運転パターンは以下の通り（本数は1時間あたり）。
- 12本 ストラトフォード駅行き

ピーク時の運転パターンは以下の通り（本数は1時間あたり）。
- 18本 ノース・グリニッジ駅経由ストラトフォード駅行き
- 3本 ノース・グリニッジ駅行き

## バス路線
ロンドンバスの142、324系統、ヘリテイジ・ルートのH12系統、深夜バスのN98系統とウノ・バスの615系統が当駅から発着する。

## 隣の駅
ロンドン交通局
ロンドン地下鉄
■ジュビリー線
スタンモア駅 - キャノンズ・パーク駅

## スタンモア・ヴィレッジ駅
1890年から1964年までスタンモアはロンドン・アンド・ノース・ウェスタン鉄道のハーロウ&ウィールドストーン駅からの支線の駅でもあった。この支線にはメトロポリタン支線への対抗と思われる中間駅が1932年、ベルモントに設けられた。このスタンモア駅は地下鉄の駅と同名でありながら完全に別の駅で、ゴードン・アベニューとオールド・チャーチ・レーンの交差点南側に位置していた。このスタンモア駅は後に識別のためスタンモア・ヴィレッジと呼ばれるようになったが、1952年に旅客営業を廃止、1964年に貨物も廃止された。ベルモントも同様に1964年に廃止されている。

## ギャラリー

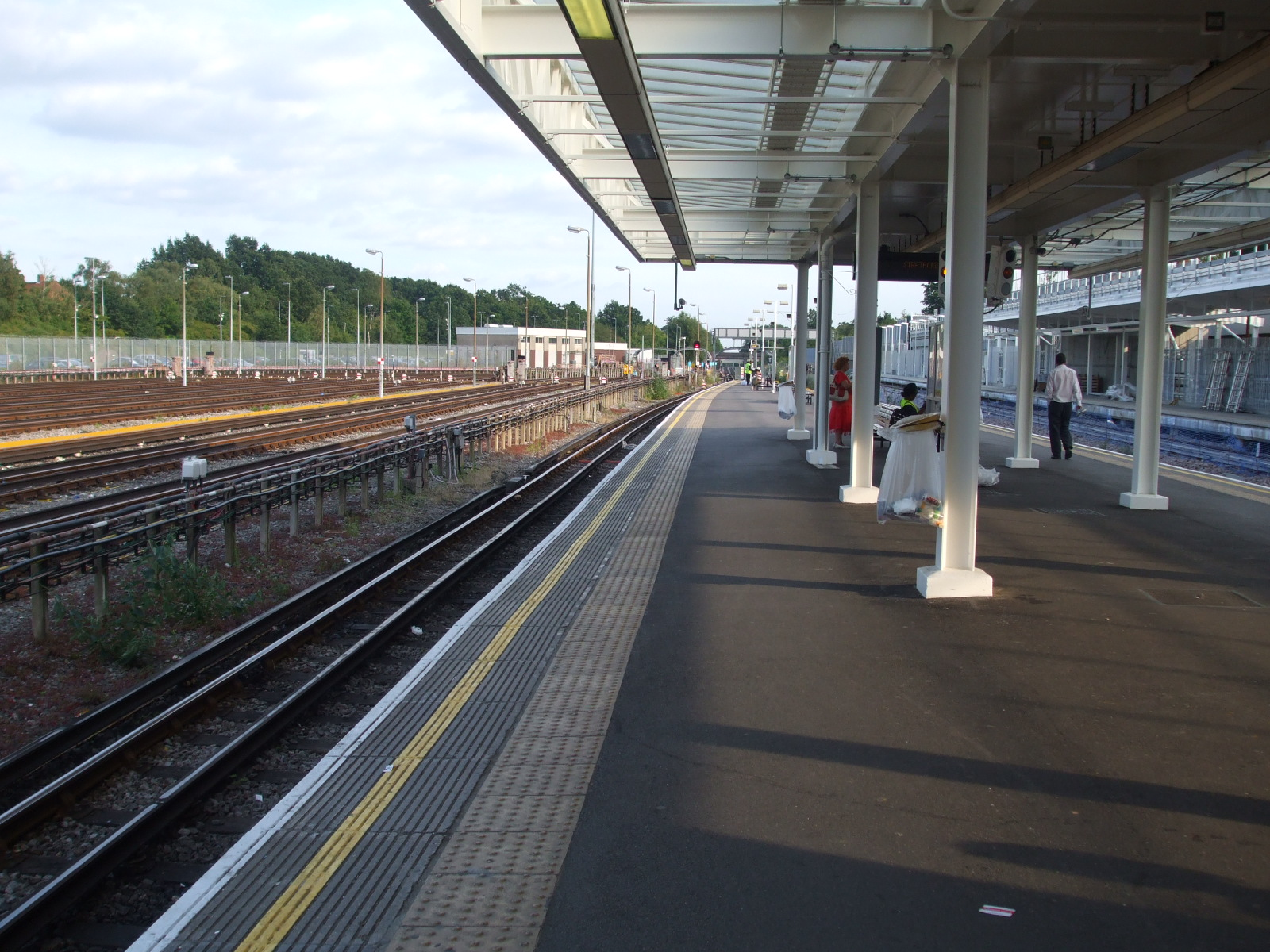
プラットホーム左端から南側を見る。新しいホームは右奥にある。（2008年7月撮影）
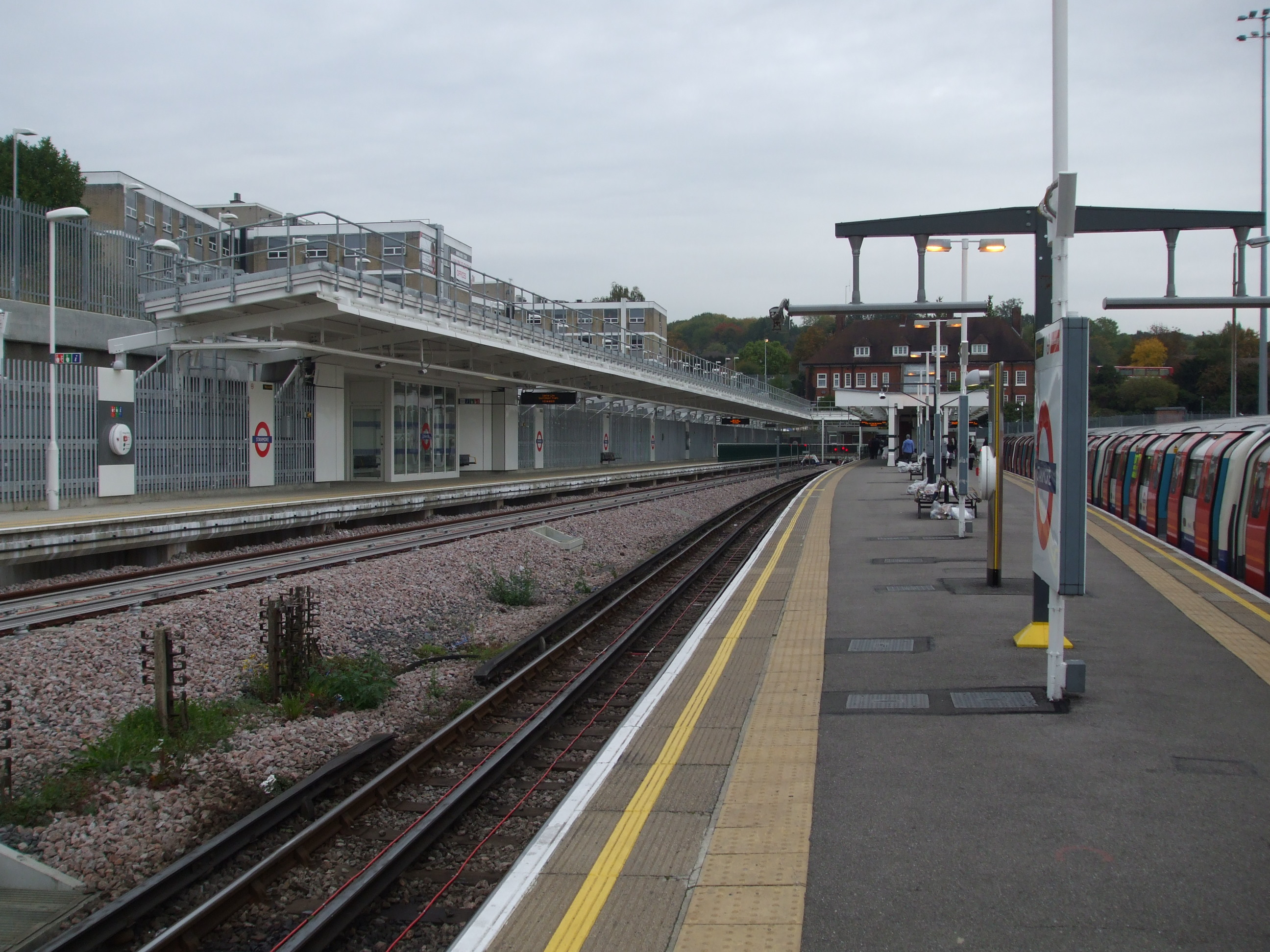
プラットホーム上から北の車止方向を見る。運用前の新しいホームが左に見える。（2009年10月撮影）
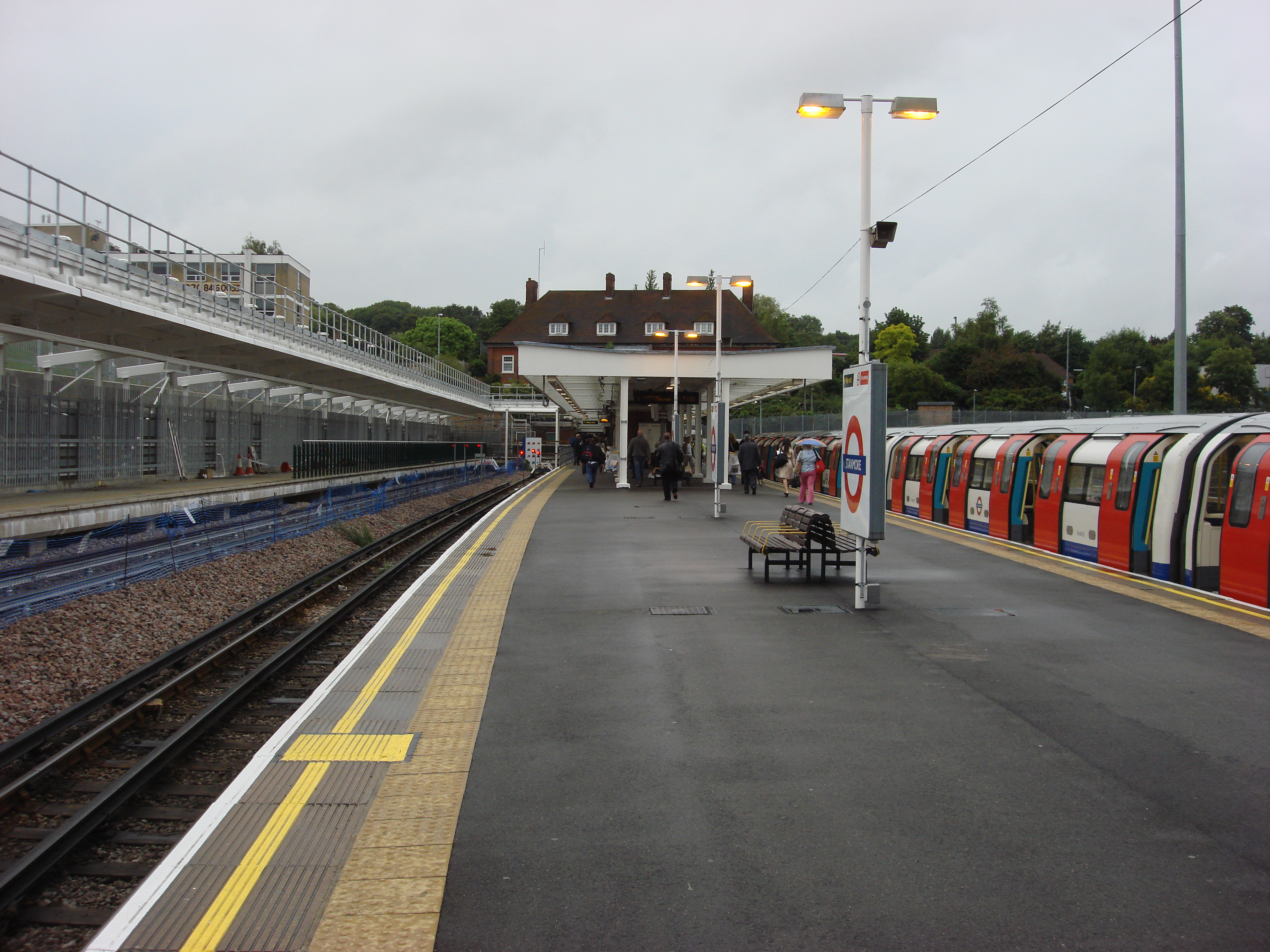
プラットホーム上から北の車止方向を見る。新しいホームの工事の様子左側に見える。（2008年7月撮影）
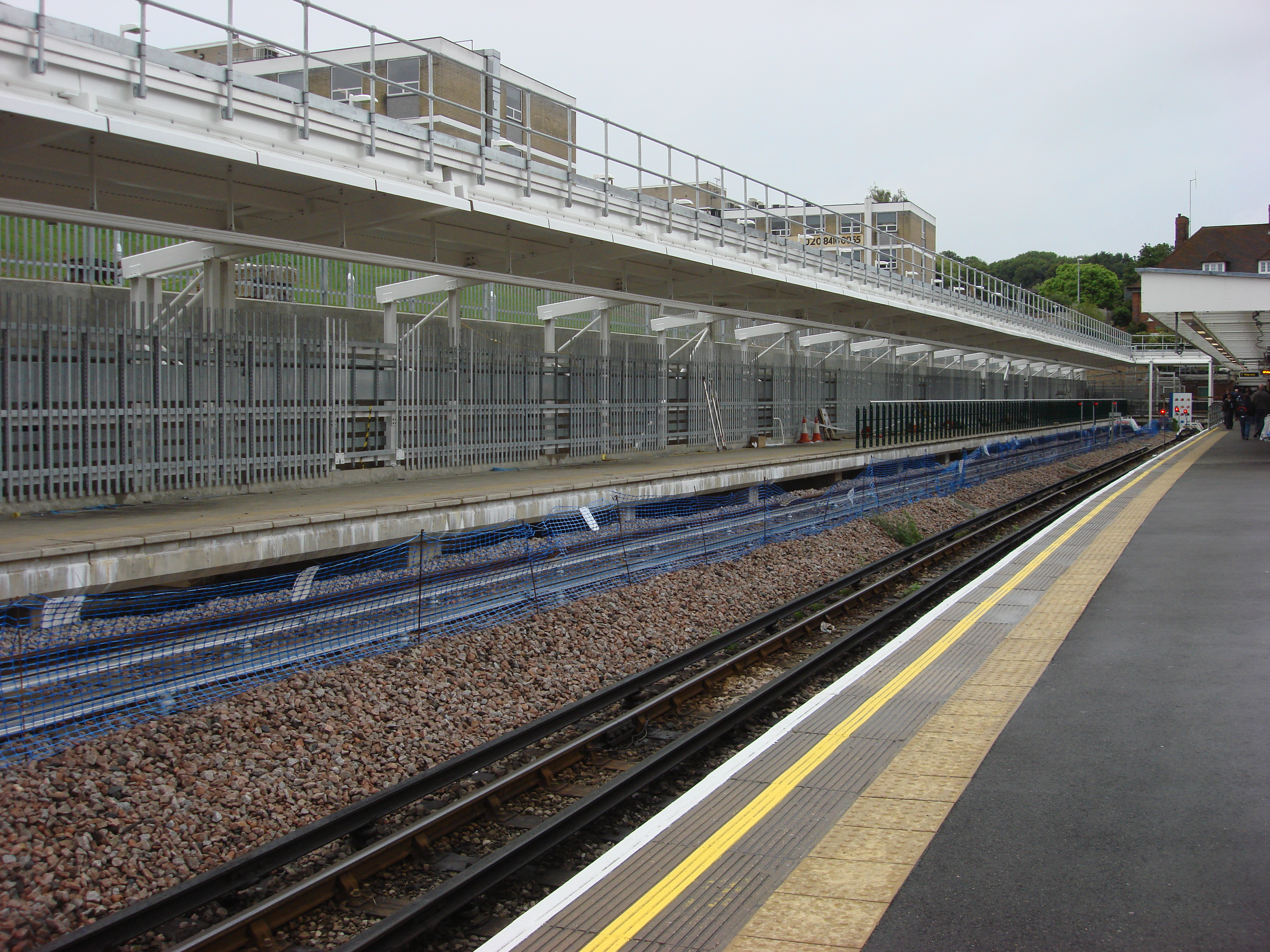
工事中の新プラットホーム（2008年7月撮影）
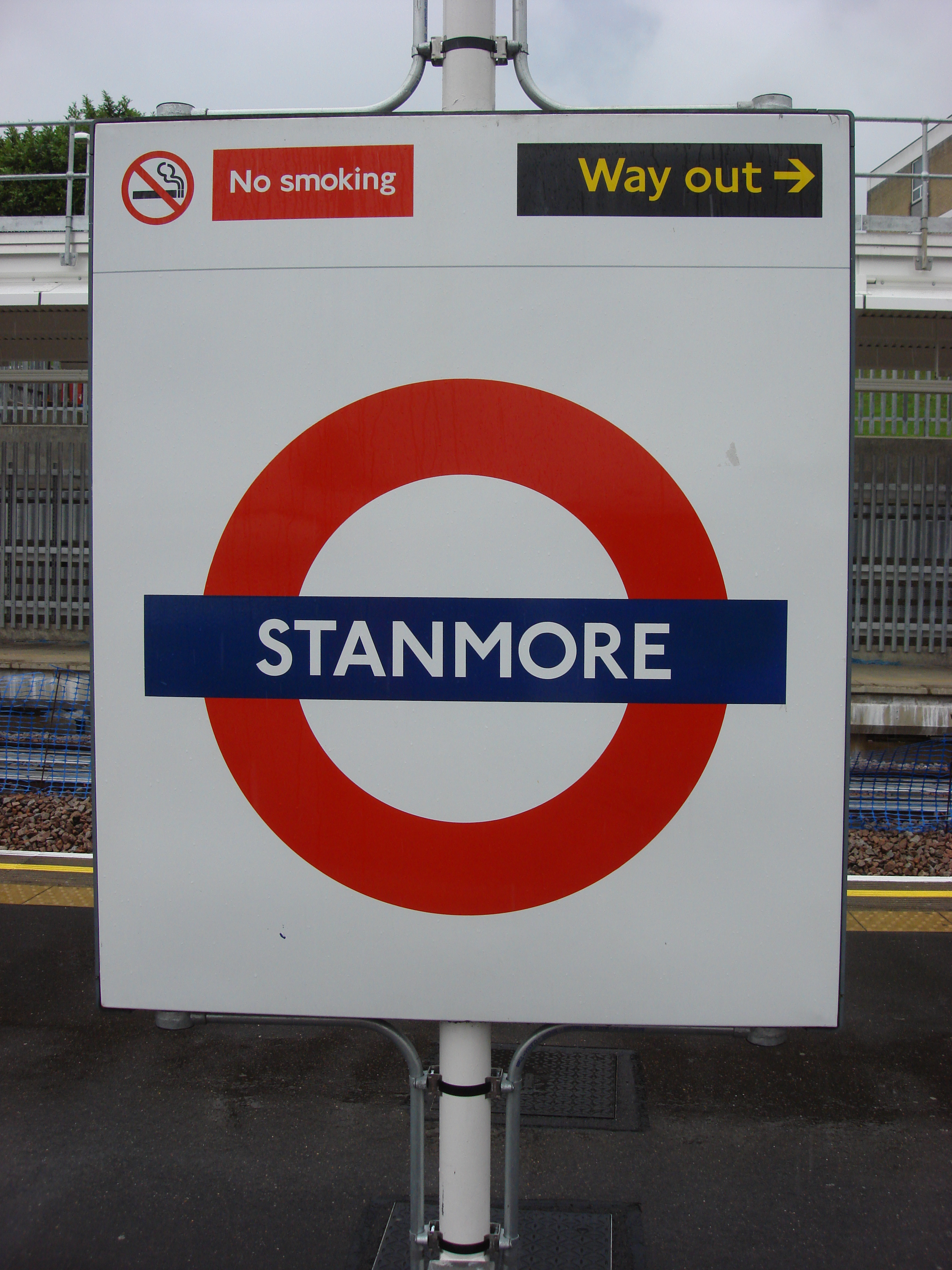
駅名標